# Лука ді Монтедземоло
 Лука Кордеро ді Монтедземоло  (італ. Luca Cordero di Montezemolo; 31 серпня 1947 року, Болонья, Італія) — президент і голова ради директорів Ferrari. З 2004 по 21 квітня 2010 року був президентом Fiat Group, нині входить до складу правління.

## Біографія
Народився в сім'ї Массімо Кордеро дей Маркезі ді Монтедземоло (італ. Massimo Cordero dei Marchesi di Montezemolo) (1920—2009) і Клотільди Нері (італ. Clotilde Neri) (1922), племінниці відомого італійського невролога Вінченцо Нері (італ. Vincenzo Ner). Належить до відомої Савойської династії, серед інших сучасних представників якої кардинал Андреа Кордеро Ланца ді Монтедземоло (італ. Andrea Cordero Lanza di Montezemolo) і полковник Джузеппе Кордеро Ланца ді Монтедземоло (італ. Giuseppe Cordero Lanza di Montezemolo).

## Студентські роки
Вступив до Військово-морського училища Франческо Морозіні у Венеції, але не закінчив, і перевівся в Інститут Массімільано Массімо в Римі. У 1971 році закінчив Римський університет ла Сап'єнца за курсом юриспруденції, а пізніше відвідував курси міжнародного права в Колумбійському університеті Нью-Йорка. Почав свою кар'єру в юридичній компанії Chiomenti в Римі та Bergreen & Bergreen в Нью-Йорку.

## Робота в Ferrari
У 1973 році Лука стає помічником Енцо Феррарі, і керівником команди Феррарі у Формулі-1. Під його керівництвом Феррарі виграє кубок конструкторів у 1975, 1976, 1977 році, а Нікі Лауда двічі стає чемпіоном світу в 1975 і 1977 році.

## Fiat
У 1977 році Лука став старшим менеджером Фіату, відповідальним за міжнародні відносини, і пропрацював на цій посаді до 1981 року. Надалі працював генеральним директором компанії Itedi, холдингова видавнича компанія, що контролює туринську газету «Ла стампа».
У 1982 році веде підготовку команди Azzura для виступу у вітрильній регаті Кубок Америки.
З 1984 по 1986 рік обіймав посаду виконавчого директора в компанії Cinzano International. А в 1985 році очолює оргкомітет з підготовки чемпіонату світу з футболу в Італії. Також в 1990 році обійняв посаду виконавчого віцепрезидента «Ювентуса».
З 1990 по 1992 рік генеральний директор RCS Video, під його керівництвом RCS викуповує 3,6 % відсотків акцій Carolco Pictures.
Пізніше став членом ради директорів провідного французького каналу TF1.

## Повернення в Ferrari
У листопаді 1991 року за рішенням Джіованні Аньєллі Лука повертається в Ferrari як президент і запрошує на місце виконавчого директора Жана Тодта. За час його правління Феррарі 8 разів завойовує кубок конструкторів, а пілоти команди 6 раз стають чемпіонами світу. При цьому чемпіонський титул 2000 року був завойований через 21 рік (востаннє в 1979 р.), а кубок конструкторів 1999 року — через 16 років (востаннє 1983 р.).

## Робота в інших напрямках
З 1997 по 2005 роки Лука ді Монтедземоло очолює Maserati. 27 травня 2004 став президентом бізнес-лобі Confindustria.
28 травня 2004 після смерті Умберто Аньєллі стає президентом Fiat Group.

## Нагороди
2 червня 1988 року Луці ді Монтедземоло було присуджено звання командора ордена «За заслуги перед Італійською Республікою». Через десять років він стає кавалером італійського ордена «За заслуги в праці».
22 жовтня 2002 року великим офіцером Ордену «За заслуги перед Італійською Республікою».
3 грудня 2008 року особисто з рук Ніколя Саркозі, президента Франції, в Єлисейському палаці Парижу були вручені знаки командора ордена почесного ді Монтедземоло Командор ордена Почесного легіону.
У листопаді 2009 року в Берліні Луці була вручена одна з найпрестижніших нагород в автомобільному світі — приз Золоте Кермо.